# Hebreiskspråkiga Wikipedia
Hebreiskspråkiga Wikipedia (hebreiska: ויקיפדיה העברית) är den hebreiskspråkiga versionen av Wikipedia. Den startades i juli 2003. Den hebreiskspråkiga Wikipedian var i januari 2022 den 37:e största utgåvan av Wikipedior, räknat efter antal artiklar. Den har för närvarande 372 107 artiklar.